# Zygogynum umbellatum
Zygogynum umbellatum är en tvåhjärtbladig växtart som först beskrevs av Ridley, och fick sitt nu gällande namn av W. Vink. Zygogynum umbellatum ingår i släktet Zygogynum och familjen Winteraceae. Inga underarter finns listade.